# シングル文庫
『山本正之シングル文庫』（やまもとまさゆきシングルぶんこ）とは、山本正之がプロデュースしたシングルCDのシリーズである。

## 概要
多種多様な音楽活動を行ってきた山本は、アルバムやライブ活動等で少しずつ楽曲を発表していたものの、未発表の作品が無数にあった。そこで、未発表のまま埋もれさせるには惜しい作品や、ファンの間で人気があったもののアルバムに収録されていなかった作品等をシリーズごとにまとめ、シングルCDとして連続リリースしたものが『シングル文庫』である。
『文庫』と称して他のシングルCDと差別化を図っているのは、文庫本のように簡単に手に取ってもらいたいという狙いに加え、ギターメインのシンプルな伴奏にすることで「ステージ上の作者に接触する程の近距離感」を再現しているためである。ジャケットは曲タイトルと小さな挿絵のみのシンプルなもので、ジャケット下には「帯」のような解説文付きのスペースが設けられるなど、実際の文庫本に似せて作られている。
1994年から1996年までにパイオニアLDCから『第一期』が十枚リリースされて一旦中断、2001年にマキシシングルとなってベラ・ボーエンタテインメントから『第二期』が二枚発売された。作詞・作曲・編曲・歌唱、全て山本が担当。

## 涙のカレーライス
第一期第一弾、1994年5月25日発売。『あああ がらがら どんどんどん』収録の『友情のハムライス』に連なる「ライスシリーズ」の一作。
収録曲
1. 涙のカレーライス（2：37）
山本はカレーライス、特にハウス食品のジャワカレーを好物としており、その魅力を歌にした曲。
2. 笑顔のハヤシライス（2：56）
『涙のカレーライス』でハヤシライスを馬鹿にしたため、ハヤシライスが抗議に来る。
3. 想い出のオムライス（4：29）
ハヤシライスに続いて、オムライスが「仲間に入れてほしい」と訪ねて来る。後半は山本が1988年まで住んでいた中野坂上の自宅の近所にあった美味しいオムライスの店が潰れたことを知った時の想い出を歌う。

## 府中捕物控
第一期第二弾、1994年9月22日発売。ALFIEに提供したものの発売中止になった表題作を始め、昭和40年代に山本が経験した出来事をモチーフにした楽曲を収録。ALFIEとの関係や発売中止になった経緯については府中捕物控を参照。
収録曲
1. 府中捕物控（3：00）
三億円事件をモチーフにした曲で、ALFIEに提供したものを歌詞を変えて歌い直したセルフカバー。間奏には「美少女シリーズ」に登場する「博士」の呟きが挿入されており、世界各地を冒険する際の費用はここから出ていたことが分かる。
2010年12月15日に発売されたアルバム『男に咲く花』には、3番を追加した「府中捕物控後談」が収録されている。
2. 下宿町挽歌（3：06）
学生時代に住んでいた世田谷区の下宿とその周辺を歌った曲。なお、山本はこの頃にはアマチュアで音楽活動を行っており、周辺ではそれなりに知られていたようである。
3. 燃えよドラゴンズ（4：02）
山本の作曲家としてのデビュー曲である1974年版（板東英二に提供）のセルフカバー。

## 花火
第一期第三弾、1994年12月21日発売。『飯田線のバラード』にも通じるラブソング四篇を収録。
収録曲
1. 花火（3：30）
切ない別れと想い出を歌い、「時間よ戻れ」と繋ぐ曲。
2. ミルクホールワルツ（5：34）
『COLORS』に収録されたもののフルバージョン。和泉式部の歌集がモチーフに使われている。
3. フットライト（5：03）
やや大人の視点で歌われた曲。なお、間奏には山本の友人である伊原通雄の詩が挿入されるが、ここでは収録されていない。
4. 駅（1：33）
ライブに来てくれた観客の帰り道の無事を祈る曲。

## アニメがなんだ
第一期第四弾、1995年3月22日発売。山本に欠かせない「アニメ」を様々な角度から歌った作品集。
収録曲
1. アニメがなんだ（8：19）
『イタダキマン』で主題歌を外された際の怒りや、アニメ業界に感じていた疑問などをぶつけた曲。一つひとつの文句の間に、山本が1983年までに手掛けたアニメソングの歌詞が一部入るメドレーでもある。
なお、歌詞の中に当時のテレビ番組で曲が無断使用されていた問題を揶揄する箇所があるが、後に使用料が払われるようになったので、その後のライブで歌われる際には当該部分の歌詞が変更されている。
使用曲は『タイムボカン』『ヤッターキング（『ヤッターマン』後期オープニングテーマ）』『ヤットデタマンの歌』『おじゃまんが山田くん』『闘士ゴーディアン』『ゼンダマンの歌』『オタスケマンの歌』『逆転イッパツマン』『銀河旋風ブライガー』『UFO戦士ダイアポロン』『黄金戦士ゴールド・ライタン』『アステロイド・ブルース（『銀河烈風バクシンガー』エンディングテーマ）』。
2. GOGOイソちゃん（3：04）
「イソちゃん」とはアニメの仕上げを担当していた制作会社「有限会社OZ」の社長・磯崎明彦の愛称。ファンクラブを通じて親しくなった山本がOZの社歌としてこの曲を提供したところ、磯崎は「山本正之に歌を作ってもらった」と業界内に吹聴した。その噂がとまとあきを通じてゆうきまさみの耳に入り、「自分も何か作ってもらおう」とゆうきが依頼したものが『究極超人あ～る』の挿入歌「究極戦隊コウガマン」である。そのまま『あ～る』のイメージアルバムの企画にシフトされ、『あ～る』は元より、山本自身も知名度が上昇することになった。
3. 銀河シャンプーリンスガー（2：59）
ファンクラブの会誌『檸檬倶楽部』において山本が連載していた『銀河熱風オンセンガー』のヒロインのテーマソング。『オンセンガー』同様、『銀河旋風ブライガー』の主題歌を意識した「語り」が冒頭に入るが、曲そのものは全くの別物で、洗髪とカットの大切さを歌う。

## 就職
第一期第五弾、1995年6月28日発売。別れと旅立ちをテーマとした四篇を収録。
収録曲
1. 就職（5：59）
『あああ がらがら どんどんどん』収録の『友情のハムライス』と共に、伊原通雄との想い出を語った曲。当時、伊原は父親の世話のために故郷に帰らなければならず、東京を離れる彼を見送る姿が描かれる。
間奏には伊原の詩「書簡集」が引用されている。なお、歌詞カードに書かれた挿入詩には誤字があり、後の『檸檬倶楽部』に訂正文が封入された。
2. 明日からよその人（4：26）
結婚し、家を出る姉への想いを歌った曲。ALFIEに提供した『府中捕物控』のB面に収録予定だった曲であり、発売中止になってしまったものをセルフカバーした。ALFIEに提供したものは歌詞が一部異なっている。
3. 銀河号のうた（1：17）
前作に続き、デビュー以前に作曲された曲。就職せずに音楽活動で生きていこうとする山本の心情を、『銀河鉄道の夜』のような夜行列車で一人旅をする様に重ねている。
4. あじさいの花が色をかえた（3：49）
季節や星の流れに触れて、自身の心も変わっていく様を歌った曲。1985年に行われた第三回ライブのラストソングでもある。

## 檸檬倶楽部
第一期第六弾、1995年9月21日発売。酒場とそこに生まれる付き合いをテーマにした四篇を収録。
収録曲
1. 檸檬倶楽部（4：07）
1985年から1990年まで存在していたファンクラブの会誌『檸檬倶楽部』を酒場に喩えて歌った曲。曲に使われている詩は会誌第一号の冒頭を飾っている。
2. ばばの酔いうた（3：53）
山本が自分で劇団を立ち上げて、稽古や本番の後の打ち上げに使った高田馬場の酒場の想い出を歌った曲。
3. 黄昏ハイツ（3：19）
『マサユキ天国』収録の『卒業すぎて』で歌われた女性の曲。酒場で働いていたこの女性は山本の様々なラブソングの原点である。
4. グッバイあすふぁると（3：56）
仕事仲間でもあった友人の吉田健美が一時期経営していた酒場「あすふぁると」の閉店に捧げた曲。

## 銀座のパキラ
第一期第七弾、1995年12月21日発売。『鐘ノネ響キテ』収録の『銀座のパキラ』の続編三篇を一挙収録。
収録曲
1. 銀座のパキラII 望郷編（7：02）
前作からの直接の続きで、都会で咲いていたパキラが故郷である南国に帰ろうと太平洋を渡る。
2. 銀座のパキラIII 新幹線編（5：07）
東京に帰ってきたパキラが、こだま号に乗って京都まで旅をする。しかし全駅を通るわけではなく、山本の出身である愛知県付近ばかりを周る。
3. 銀座のパキラIV 紐育編（7：05）
飛行機に乗ってアメリカ合衆国までやって来たパキラ。ニューヨークを始めとしてアメリカの名所を迷いながら旅する。

## 夕焼けの町
第一期第八弾、1996年3月22日発売。山本の小学校時代の想い出を中心に制作された三篇を収録。なお、この三篇は1986年以前に制作されたものだが、詳しい年代は不明である。
収録曲
1. 夕焼けの町（4：34）
少年時代の想い出を、夕焼けの真っ赤な景色と絡めて歌った曲。
2. 錦町小学校1年さくら組（3：19）
山本が育った安城市の錦町小学校の想い出を歌った曲。
3. 菜の花（4：12）
山本の姉との想い出を歌った曲。山本によると「『明日からよその人』と繋がっている」とのことで、そこから様々な曲のモチーフに通じている。

## Jijyの逆襲
第一期第九弾、1996年6月26日発売。『才能の宝庫』収録の『Jijy』及び『COLORS』収録の『怪人Jijy面相』の続編にして、「長編シリーズ」の一作。
収録曲
1. Jijyの逆襲（17：47）
若者の心変わりに嘆く「庄左衛門」「権之介」「八郎兵衛」「彦一郎」の四人のJijyがクジラの力を借りて現代社会に逆襲する。『Jijy』『怪人Jijy面相』のサビ部分が繰り返し使われており、曲そのものも二曲の延長上にある。

## 憧れの遣唐使航路
第一期第十弾、1996年9月25日発売。「歴史シリーズ」三篇を収録。なお、初回版には第一期シングル文庫の全曲を解説したブックレットが付属した。
収録曲
1. 憧れの遣唐使航路（2：23）
テーマは「遣唐使」。「けんとう」にかけた駄洒落を連発する。
2018年6月30日に発売された「歴史シリーズ」をまとめたアルバム『怒濤日本史・天下はいらない』には、3番を追加した「憧れの遣唐使航路～新造船」が収録されている。
2. ああ時代劇（3：39）
テーマは「時代劇」。本当は自分の仕事が好きではないが、様々な理由でテレビに出なければならず、苦労している時代劇のヒーローたちの姿を描く。『怒濤日本史・天下はいらない』には未収録。
3. 明治維新シンフォニー（4：13）
『アノ世ノ果テ』に収録予定だったが、『源平超暦いざ鎌倉』が完成したのでお蔵入りになってしまった曲。「明治維新」に生きる維新志士たちの裏側を突く。

## 遥かなる日本酒ライス
第二期第一弾、2001年3月28日発売。『ハムライス』以降の「ライスシリーズ」をまとめて収録したもの。
収録曲
1. 遥かなる日本酒ライス（6：30）
ライブ音源を収録。子供の頃に酔っ払った父親が作った「ご飯に日本酒をかけたもの＝日本酒ライス」を食べさせられ、酒がトラウマとなった山本が、大人になってからの様々な付き合いと父親との想い出を歌う。
「ライスシリーズ」の一作ではあるものの、「ライスが山本を訪ねてくる」というお約束を含まない。
2. 王様のカツライス（5：19）
歌の中に登場する「カツライス」とは、豚カツ定食が安くなったような料理のようである。しかし、少年時代は貧乏だった山本にとって、カツライスは高級品であった。よって、庶民の料理にもかかわらず「王様」を冠している。
3. はばたきのチキンライス（4：37）
山本は鶏肉が苦手であり、そのことをチキンライスと絡めて歌う。シリーズでお決まりのフレーズである「～はメチャメチャうまい」が無く、様々な調味料やソースをかけて鶏肉の味を誤魔化そうとしている。
4. 花嫁チャーハン（2：33）
前作までと曲調が全く異なり、今までに登場したライスたちがチャーハンに様々な贈り物をあげて嫁入りさせるという優しい曲。

## サスクハナ号の曳航II
第二期第二弾、2001年9月26日発売。1994年に発売したアルバム『サスクハナ号の曳航』の続編にして、「長編少年ドラマシリーズ」。なお、2007年には『サスクハナ号の曳航III☆星のキャロライン』が発表され、以降も物語は続いていく。
収録曲
1. サスクハナ号の曳航II（30：24）
タイムボカンシリーズが終わり、J9シリーズが変わっていった1983年、山本は音楽活動を止めようと考えていた。しかしある日、遥か昔に遠い世界に行ってしまったはずの愛犬ピスと出会うことにより、山本は自身の過去を思い出し、自分にとっての「歌を作ること」の意味を再確認していく。